# Seyyed Ḩamādī
Seyyed Ḩamādī (persiska: سیّد حمادی) är en ort i Iran.   Den ligger i provinsen Khuzestan, i den västra delen av landet, 500 km sydväst om huvudstaden Teheran. Seyyed Ḩamādī ligger 36 meter över havet och antalet invånare är 350.
Terrängen runt Seyyed Ḩamādī är mycket platt. Runt Seyyed Ḩamādī är det ganska tätbefolkat, med 144 invånare per kvadratkilometer. Närmaste större samhälle är Kāz̧em Ḩamd, 5,6 km väster om Seyyed Ḩamādī. Omgivningarna runt Seyyed Ḩamādī är i huvudsak ett öppet busklandskap.